# 100일의 도전 탑 디자이너 2014
《100일의 도전 탑 디자이너 2014》는 JTBC에서 2014년 10월 24일에 방송되었던 TV 프로그램이다. 이 프로그램은 2014년 9월 24일부터 2014년 9월 26일까지 열린 제 16회 두타 패션 컨퍼런스의 전 과정을 다큐멘터리로 제작한 것이다.

## 결과
| 순위 | 이름   | 소속             |
| ---- | ------ | ---------------- |
| 1    | 이지아 | 비토스테이지     |
| 2    | 윤니나 | 前오브제디자인실 |
| 3    | 최승배 |                  |
| 3    | 김유성 | U.PERCENT        |
| 5    | 김명원 |                  |
| 5    | 김사랑 |                  |
| 7    | 윤두리 |                  |
| 7    | 류효주 | FILLINTHEBLANK   |